# Erik Lallerstedts Restaurang & Ostronbar

Erik Lallerstedts Restaurang & Ostronbar var en fiskrestaurang vid Strandvägskajen 17 på Östermalm i Stockholm, öppnad 1980. Restaurangen hade en stjärna i Guide Michelin från 1984 fram till konkursen 1990.

## Historik
Restaurangen öppnades 1980 av krögaren och kocken Erik Lallerstedt. Han hade sedan sex år drivit Gerda Johanssons fiskaffär i Östermalmshallen med servering, men sålt den och istället köpt den gamla sandpråmen "Betong 3" som sedan 1958 trafikerat Mälaren. Den 47 meter långa och 7,5 meter breda pråmen byggdes om på Finnboda varv med två matsalar för totalt 84 sittande gäster och  en hästskoformad ostronbar i aktern, och ankrades upp vid Strandvägskajen. Till sin hjälp hade Lallerstedt köksmästaren Ulf Kappen
1984 belönades restaurangen som en av de fyra första i Sverige med en stjärna i Guide Michelin. 
1987 övertog Ulf Kappen ensam ägandet, medan Erik Lallerstedt ägnade sig åt restaurangen Eriks i Gamla stan. Ny kökschef blev Fredrik Eriksson . Året därpå ändrade krogen namn till Eriks fisk. Restaurangen behöll sin stjärna fram till konkursen 1990, då lågkonjunkturen slog hårt mot guldkrogarna.
Efter konkursen köptes pråmen av bröderna Tomas och Stefan Nicklasson som efter en ombyggnad öppnade Restaurang Pråmen. Den flyttades senare till Västerås.